# Machiques
Machiques è una città del Venezuela, situata nello stato di Zulia e capoluogo del comune di Machiques de Perijá. Sorge vicina al confine con la Colombia, conta circa 63.000 abitanti e l'economia locale si basa principalmente sull'allevamento. La regione Machiques de Perijá contava circa 123.000 abitanti nel 2011, di questi circa 31.000 erano indigeni.
Il centro abitato fu fondato nel 1750 dagli spagnoli, anche se come data ufficiale viene considerato il 18 novembre 1841, quando venne elevato al grado parrocchia civile.
Il 16 agosto 2005 il volo West Caribbean Airways 708, in servizio fra Panama e Fort-de-France, precipitò in una zona montagnosa della municipalità, causando la morte di tutte le 160 persone a bordo.